# Alekszandrovszk (Permi határterület)
Alekszandrovszk (oroszul: Александровск) város Oroszország Permi határterületén, az Alekszandrovszki önkormányzati járás székhelye.
Lakossága: 14 495 fő (a 2010. évi népszámláláskor).

## Fekvése
A Permi határterület keleti részén, Permtől 185 km-re északkeletre, a Középső-Urál nyugati lejtőjén, a Litva folyó partján helyezkedik el. Vasútállomás (Kopi) a Perm–Szolikamszk vasútvonalon. A városon vezet át az Urál nyugati előterének településeit összekötő észak-déli irányú Kungur–Csuszovoj–Szolikamszk országút.

## Története
A település 1783-ban jött létre egy jelentős vasérclelőhely közelében, ahol 1802-ben vasolvasztót és vasgyártó üzemet alapítottak. Az üzem 1808-ban kezdte meg a termelést, és azzal párhuzamosan építették ki a települést, melyet a gyártulajdonos V. A. Vszevolozsszkij a fiáról nevezett el. A gyárat 1882-ben P. P. Gyemidov vásárolta meg. 
Az 1920-as évektől átállították bányagépek gyártására. Kezdetben csak egyszerűbb gépeket, pl. légkalapácsot, csörlőket készített a kizeli szénmedence bányáinak, majd az Urál összes szénbányái részére. 1941-ben a Donyec-medence bányagépgyárát Alekszandrovszkba telepítették át. A két azonos profilú gyár egyesítéséből igazi nagyvállalat alakult; a háború idején nagy mennyiségben fegyvereket is gyártottak. A háborút követő fejlesztések befejeztével nagyteljesítményű rakodógépeket, bánya villanymozdonyokat, szállítószalagokat és egyéb berendezéseket állítottak elő, és a vállalat a Szovjetunió egyik legnagyobb bányagépgyára lett. 
A település 1942-től 1951-ig járási székhely volt. 1951-ben kapott városi rangot. Gazdasági alapját képező ipari létesítménye – a környező bányásztelepülésektől eltérően – a 21. század első két évtizedében is eredményesen működik.